# Тенизколь
Тенизколь — озеро в Узункольском районе Костанайской области Казахстана. Находится в 12 км к юго-востоку от посёлка Ит-Сары и на западе села Каратал.
По данным топографической съёмки 1944 года, площадь поверхности озера составляет 1,69 км². Наибольшая длина озера — 3 км, наибольшая ширина — 1 км. Длина береговой линии составляет 12,6 км, развитие береговой линии — 2,5. Озеро расположено на высоте 97 м над уровнем моря.